# Mariano Loo
Mariano Loo Granda (Huarmey, Ancash, Perú; 8 de abril de 1943) es un exfutbolista peruano. Se desempeñó como puntero derecho.

## Trayectoria
Se inició en clubes de su ciudad natal Huarmey, donde es reconocido y querido. Luego jugó en diversos clubes como el Club Atlético Grau, el Club Atlético Chalaco, el Sport Boys Association, el Club Juan Aurich y el Club Sport Unión Huaral, donde finalmente se retiró del fútbol.

## Clubes
| Club                    | País | Temporada |
| ----------------------- | ---- | --------- |
| Club Dos de Mayo        | Perú |           |
| Club Once Amigos        | Perú | 1966      |
| Club Atlético Grau      | Perú | 1968-1969 |
| Defensor Arica          | Perú | 1970-1971 |
| Club Jose Galvez        | Perú | 1972      |
| Club Atlético Chalaco   | Perú | 1973-1974 |
| Sport Boys Association  | Perú | 1975-1977 |
| Club Juan Aurich        | Perú | 1978-1979 |
| Club Sport Unión Huaral | Perú | 1980-1981 |